# قلدون المراح
قلدون المراح (به عربی: قلدون المراح) یک روستا در سوریه است که در استان ریف دمشق واقع شده‌است. قلدون المراح ۲٬۵۶۱ نفر جمعیت دارد.